# Euphorbia sabulicola
Euphorbia sabulicola är en törelväxtart som beskrevs av Pierre Edmond Boissier. Euphorbia sabulicola ingår i släktet törlar, och familjen törelväxter. Inga underarter finns listade i Catalogue of Life.